# Responsion
Responsion (lateinisch responsio „Antwort“, „Erwiderung“) bezeichnet in der Verslehre  Wiederholung und Korrespondenzen entsprechender Elemente im Gedicht. Im Bereich der antiken Verslehre wurde der Begriff von Paul Maas eingeführt. In seiner Untersuchung zur griechischen Metrik unterschied er nach innerer Responsion (metrische Regelmäßigkeiten innerhalb eines Verses; „Wiederholung metrischer Elementargruppen“) und äußerer Responsion (metrische Regelmäßigkeiten zwischen Versen; „Wiederholung des metrischen Ganzen“). Die Feststellung solcher im konkreten Werk vorhandenen Responsionen sollte Maas zufolge die alleinige Grundlage metrischer Untersuchungen bilden. 
Auf der untersten Ebene spricht man von der Responsion einzelner metrischer Elemente mit ihrer konkreten Ausprägung als Länge und Kürze im Vers. Zum Beispiel respondiert das Elementum anceps (im Versschema notiert als ×) sowohl mit Länge (—) als auch mit Kürze (◡). Diese Mehrdeutigkeit metrischer Elemente kann auch als metrische Ambivalenz bezeichnet werden. 
Erich Schmidt wandte den Begriff auf Korrespondenzen zwischen Strophen in mittelhochdeutscher Dichtung und Meistersang an. Man spricht bei den dort häufig auftretenden, über das Reimschema hinausgehenden klanglichen Entsprechungen zwischen Strophen von Reimresponsionen bzw. im Fall der Wiederholung von Reimworten (identischer Reim) von Reimwort-Responsionen.
In der Rhetorik bezeichnet Responsion die (antithetische) Antwort auf eine selbstgestellte Frage („Sollen wir kapitulieren? Nein, niemals werden wir …“ etc.).